# Громов, Алексей Абрамович
Алексей Абрамович Громов (1926—2012) — советский строитель, Герой Социалистического Труда (1974).

## Биография
Алексей Абрамович Громов родился 1 апреля 1926 года в селе Верховье (ныне — Вологодская область). Окончил семь классов школы. В ноябре 1943 года Громов был призван на службу в Рабоче-Крестьянскую Красную Армию. Служил на Дальнем Востоке наводчиком гаубицы, участвовал в боях советско-японской войны. В 1948—1949 годах служил во внутренних войсках МВД СССР. Уволившись в запас, стал работать строителем в тресте «Мосжилстрой» Главмосстроя, с 1951 года возглавил бригаду строителей-монтажников.
С 1957 года бригада Громова активно занималась строительством крупнопанельных жилых зданий («хрущёвок»), построив целые микрорайоны в Черёмушках, Кузьминках, Чертаново. Считалась лучшей бригадой в тресте и одной из лучших во всей стране. Всего же за 48 лет работы бригада Громова построила домов на порядка сорока тысяч квартир.
Указом Президиума Верховного Совета СССР от 11 марта 1974 года за «выдающиеся производственные успехи в выполнении планов 1973 года и принятых социалистических обязательств» Алексей Абрамович Громов был удостоен высокого звания Героя Социалистического Труда с вручением ордена Ленина и медали «Серп и Молот».
В 1996 году Громов вышел на пенсию. Проживал в Москве. Скончался 12 января 2012 года, похоронен на Троекуровском кладбище Москвы.
Был также награждён орденами Трудового Красного Знамени и Отечественной войны 2-й степени, рядом медалей.